# Nicolas Hyacinthe Gautier
Pour les articles homonymes, voir Gautier.
Nicolas Hyacinthe Gautier, né le 5 mai 1774 à Loudéac (Côtes-d'Armor), mort le 14 juillet 1809 à Vienne des suites de ses blessures reçues à la bataille de Wagram, est un général français de la Révolution et de l’Empire.

## Biographie
Lors de la conscription de septembre 1792, Nicolas Gautier rejoint une compagnie de volontaires de Loudéac, et est élu lieutenant par ses camarades. Il sert à l'armée du Nord en 1792-93, puis dans les armées de Moselle et de Rhin et Moselle de 1794 à 1797. Il est nommé capitaine en 1796.
Lors du passage du Rhin le 20 avril 1797, il s'empare dans la nuit avec ses grenadiers du village de Diersheim, et résiste dans cette position d'avant-garde à toutes les contre-attaques ennemies. Il est blessé à la main et perd un doigt. Le général Moreau, qui le distingue à cette occasion, l'envoie porter à Paris les trophées pris à l'ennemi. En 1799 il est promu chef de bataillon, et devient aide de camp de Masséna à l'armée d'Helvétie. Il se distingue à l'armée d'Italie en 1799 et 1800, et il est fait officier de la Légion d'honneur le 14 juin 1804. Il est promu général de brigade en février 1805. 

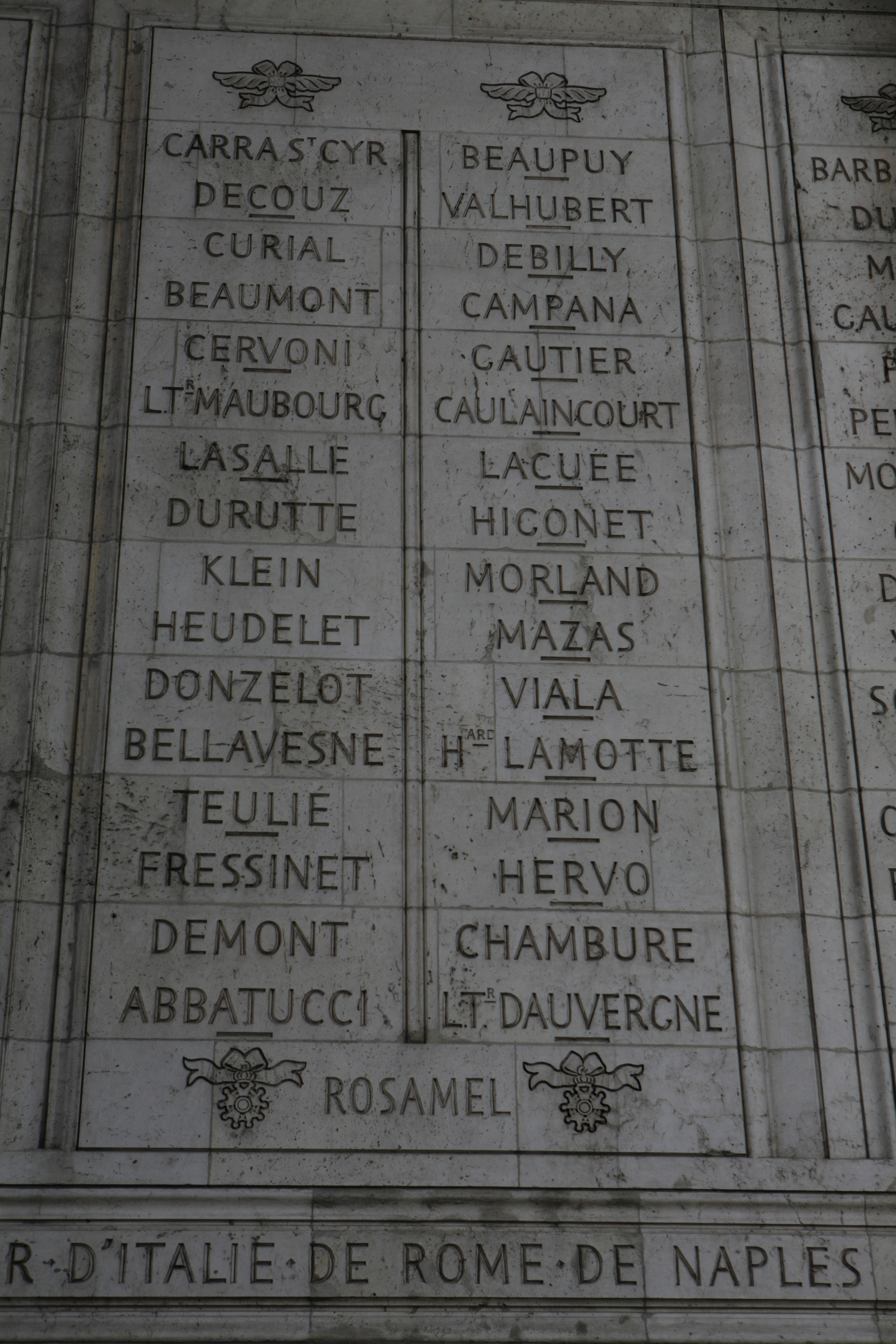
Noms gravés sous l'arc de triomphe de l'Étoile : pilier Est, 17e et. Le nom Gautier y est visible.

Il participe aux campagnes d'Autriche, de Prusse et de Pologne. Il est blessé à la bataille d'Auerstaedt, ou il se distingue brillamment à l'avant-garde du IIIe corps de Davout. Sa brigade composée du 25e et 85e de ligne, supporte victorieusement le choc de l'armée prussienne et permet à Davout de prendre l'avantage. Il est victorieux le 11 décembre 1806, à Okunin. Il est créé baron de l'Empire par lettres patentes de mai 1808, et il est nommé chef d'état-major du maréchal Lannes en avril 1809, au deuxième corps de l'armée d'Allemagne. 
Il est blessé à la bataille de Wagram le 6 juillet 1809, et meurt à Vienne le 14 juillet suivant.

## Postérité
Son nom figure sur la 18e colonne de l'Arc de triomphe de l'Étoile.

## Sources
- Vicomte Révérend, Armorial du premier empire, tome 2, Honoré Champion, libraire, Paris, 1897, p. 218.
- Prosper Jean Levot, Biographie Bretonne, recueil de notice sur tous les bretons qui se sont fait un nom Éditeur : Cauderan, Vannes et Dumoulin, Paris, 1852